# Ищенко, Дарья Сергеевна
Ищенко Дарья Сергеевна (род. 27 декабря 1995, Замостье, Воронежская область) — российская спортсменка, член сборной России по тхэквондо, мастер спорта России международного класса.

## Биография
Родилась в селе Замостье Петропавловского района Воронежской области. В возрасте 7 лет с родителями переехала в г.Калач Воронежской области, начала школьное обучение в Калачеевской гимназии № 1. В возрасте 12 лет (2007 год) начала заниматься тхэквондо ВТФ под руководством тренера Н.П. Пустовита. 
В 2010 году успешно выступила на международном турнире по тхэквондо ВТФ «Open Championships on Taekwondo of Combat Club Named after S.P.Korolev»  в г.Красноармейск Московской области, став победителем соревнований. 
В 2011 году была лауреатом в звании "Спортсмен года в Воронежской области" и внесена в книгу «Талантливая молодежь Воронежской области 2011-2013гг».  Также в 2011 году держала победу в финальном этапе Всероссийской спартакиады учащихся, а также стала обладателем серебряной медали на международном турнире по тхэквондо ВТФ  «Russia Open» в г.Челябинск. 
В 2012 году стала чемпионкой  Первенства России по тхэквондо ВТФ среди юниоров, одержав 4 досрочных победы в поединках. Тем самым попала в состав сборной. Выступая на Первенстве Мира по тхэквондо ВТФ среди юниоров в составе сборной России,заняла 5 место. В возрасте 16 лет (2012 год) стала обладателем Кубка России по тхэквондо ВТФ среди женщин в весовой категории до 67 кг.
Подписав спортивный контракт с Республикой Татарстан,Дарья Сергеевна переехала в г.Казань. Окончила 11 класс на базе Училища Олимпийского резерва, и в 2013 году была зачислена на 1 курс в Казанский федеральный университет.
В 2013 году стала чемпионкой России по тхэквондо ВТФ среди молодежи до 21 года, а также одержала победу в международном турнире по тхэквондо «Russia Open» г.Москва, после чего начала тренироваться под руководством тренера сборной России, Сергея Викторовича Титкина.
В 2014 году спортсменка стала серебряным призером  Чемпионата России по тхэквондо ВТФ среди женщин, благодаря этому вошла в состав резервной сборной России по подготовке к Чемпионату мира по тхэквондо ВТФ. Также одержала победу в Чемпионате России по тхэквондо ВТФ среди студентов, тем самым вошла в состав студенческой сборной России по тхэквондо ВТФ для подготовки к Чемпионату Европы по тхэквондо ВТФ среди студентов. Стала бронзовым обладателем международных турниров по тхэквондо ВТФ - «Luxor Open»(Турция) и «Russia Open». Выступая в составе сборной команды Республики Татарстан (далее - РТ),  девушка одержала победу в командном зачете,участвуя в Кубке посла Республики Корея в РФ, который проходил в г.Казань.
В 2015 году Дарья Сергеевна Ищенко завоевала золотую медаль на Чемпионате России по тхэквондо ВТФ среди молодежи (до 21 года) и попала в состав сборной России для подготовки к главному старту - Чемпионату Европы по тхэквондо ВТФ среди молодежи. Заняла вторую ступень пьедестала, участвуя во Всероссийской Универсиадепо тхэквондо ВТФ. В составе сборной команды РТ стала чемпионом командного Кубка Посла Республики Корея в РФ. В ноябре 2015 года Дарья одержала уверенную победу на чемпионате Европы по тхэквондо ВТФ среди молодежи, первом в своей карьере.
Участвуя на Всемирном фестивале боевых искусств  в 2016 году, Дарья заняла 1 место. Также одержала ряд побед, участвуя в Кубке России по тхэквондо ВТФсреди женщин (г.Алушта) и Кубке Посла Республики Корея в РФ.
В 2017 году спортсменка стала бронзовым призером Чемпионата России по тхэквондо ВТФ среди студентов и серебряным призером Кубка Посла Республики Корея в РФ (г.Липецк).

## Достижения
- чемпионка Европы среди молодежи 2015;
- обладательница Кубка России по тхэквондо 2016.